# Cincinnati Bengals
Cincinnati Bengals este un club profesionist de fotbal american cu sediul în Cincinnati, Ohio. chipa acum face parte din Divizia de Nord a American Football Conference (AFC) în National Football League (NFL). Stadionul pe care își joacă meciurile de pe teren propriu Paul Brown Stadium, situat în centrul orașului Cincinnati. Adversarele ei din divizie sunt Baltimore Ravens, Cleveland Browns și Pittsburgh Steelers.
Bengals a fost fondată în 1966 ca membru al American Football League (AFL) de către fostul antrenor principal al echipei Cleveland Browns, Paul Brown, și a început să joace în sezonul 1968. Brown a fost antrenorul principal al echipei de la începuturile ei până în 1975. După ce a fost demis din postul de antrenor principal al echipei Browns de către Art Modell (care cumpărase acțiunile majoritare ale echipei în 1961) în ianuarie 1963, Brown și-a arătat interesul să înființeze o altă franciză NFL în Ohio și și-a îndreptat privirea spre Cincinnati, cât și spre Columbus. În cele din urmă, a ales primul oraș când s-a încheiat un acord între oraș, comitatul Hamilton și Cincinnati Reds din Major League Baseball (ce căutau un înlocuitor pentru stadionul mai vechi Crosley Field), care a dus la apariția unui acord pentru construirea unui stadion polivalent care să poată găzdui atât jocuri de fotbal american, cât și de baseball.